# Championnat du Venezuela de football 1996-1997
Navigation
Saison 1995-1996 Saison 1997-1998
La saison 1996-1997 du championnat du Venezuela de football est la 41e édition du championnat de première division professionnelle au Venezuela et la 77e saison du championnat national.
La formule du championnat change à nouveau cette saison et s'articule en deux tournois saisonniers dont les deux vainqueurs s'affrontent en finale nationale. Chaque tournoi voit les équipes engagées s'affronter deux fois, à domicile et à l'extérieur. À l'issue du tournoi Apertura, les deux derniers du classement ne peuvent pas participer au tournoi Clausura (qui ne compte donc que dix clubs) et doivent participer à une phase de promotion-relégation avec des formations de Segunda A.
C'est le club de Caracas FC qui remporte la compétition, après avoir remporté le tournoi Clausura puis battu l'Atlético Zulia (vainqueur du tournoi Apertura) lors de la finale nationale. C'est le quatrième titre de champion de l'histoire du club.
Plusieurs changements ont lieu avant le début de la saison dans la liste des clubs engagés :
- Unicol FC doit renoncer à s'engager à la suite de graves difficultés financières et cède sa licence à l'Atlético Zulia
- Anzoátegui FC, ne prend pas part au championnat et cède sa place au Nacional Táchira
- L'ULA Mérida ne s'inscrit pas à la compétition, ce qui permet le repêchage du Llaneros FC
- Le Deportivo Italia, pour des raisons financières, cède sa licence au club du Deportivo Chacao

## Les clubs participants
| - Deportivo Chacao - Caracas FC - Mineros de Guayana - Atlético El Vigía - Minerven FC - Llaneros FC | - Trujillanos FC - Atlético Zulia - Estudiantes de Mérida - UA Táchira - Valencia FC - Nacional Táchira |

## Compétition
Le barème utilisé pour établir les différents classements est le suivant :
- Victoire : 3 points
- Match nul : 1 point
- Défaite : 0 point

### Torneo Apertura
| Rang | Équipe                | Pts | J  | G  | N | P  | Bp | Bc | Diff |
| ---- | --------------------- | --- | -- | -- | - | -- | -- | -- | ---- |
| 1    | Minerven FCT          | 43  | 22 | 13 | 4 | 5  | 33 | 15 | +18  |
| 2    | Atlético Zulia        | 43  | 22 | 13 | 4 | 5  | 31 | 20 | +11  |
| 3    | UA Táchira            | 41  | 22 | 12 | 5 | 5  | 35 | 19 | +16  |
| 4    | Caracas FC            | 38  | 22 | 11 | 5 | 6  | 28 | 20 | +8   |
| 5    | Mineros de Guayana    | 38  | 22 | 11 | 5 | 6  | 31 | 24 | +7   |
| 6    | Estudiantes de Mérida | 31  | 22 | 9  | 4 | 9  | 21 | 23 | -2   |
| 7    | Trujillanos FC        | 30  | 22 | 7  | 9 | 6  | 25 | 20 | +5   |
| 8    | Deportivo Chacao      | 28  | 22 | 8  | 4 | 10 | 28 | 32 | -4   |
| 9    | Llaneros FC           | 22  | 22 | 5  | 7 | 10 | 22 | 32 | -10  |
| 10   | Atlético El Vigía     | 21  | 22 | 5  | 6 | 11 | 17 | 26 | -9   |
| 11   | Valencia FC           | 18  | 22 | 4  | 6 | 12 | 15 | 29 | -14  |
| 12   | Nacional Táchira      | 12  | 22 | 3  | 3 | 16 | 15 | 40 | -25  |

|  | Qualification pour le match de barrage |
|  | Relégation en Segunda A                |

### Match de barrage
| Équipe 1    | Résultat      | Équipe 2       | Aller | Retour |
| ----------- | ------------- | -------------- | ----- | ------ |
| Minerven FC | 1 - 1 2-4 tab | Atlético Zulia | 1 - 0 | 0 - 1  |

### Torneo Clausura
| Rang | Équipe                | Pts | J  | G  | N | P  | Bp | Bc | Diff |
| ---- | --------------------- | --- | -- | -- | - | -- | -- | -- | ---- |
| 1    | Caracas FC            | 36  | 18 | 11 | 3 | 4  | 36 | 18 | +18  |
| 2    | UA Táchira            | 35  | 18 | 10 | 5 | 3  | 32 | 18 | +14  |
| 3    | Estudiantes de Mérida | 29  | 18 | 8  | 5 | 5  | 21 | 14 | +7   |
| 4    | Trujillanos FC        | 25  | 18 | 6  | 7 | 5  | 19 | 17 | +2   |
| 5    | Mineros de Guayana    | 24  | 18 | 7  | 4 | 7  | 30 | 29 | +1   |
| 6    | Atlético Zulia        | 23  | 18 | 5  | 9 | 4  | 28 | 28 | 0    |
| 7    | Minerven FCT          | 23  | 18 | 6  | 5 | 7  | 20 | 19 | +1   |
| 8    | Deportivo Chacao      | 23  | 18 | 6  | 5 | 7  | 20 | 28 | -8   |
| 9    | Llaneros FC           | 21  | 18 | 4  | 9 | 5  | 23 | 25 | -2   |
| 10   | Atlético El Vigía     | 2   | 18 | 0  | 2 | 16 | 7  | 40 | -33  |

|  | Qualification pour la Copa Libertadores 1998 et la finale nationale |
|  | Qualification pour la Copa CONMEBOL 1998                            |

### Finale nationale
| Équipe 1       | Résultat | Équipe 2   | Aller | Retour |
| -------------- | -------- | ---------- | ----- | ------ |
| Atlético Zulia | 1 - 8    | Caracas FC | 1 - 3 | 0 - 5  |

## Bilan de la saison
| Championnat du Venezuela de football 1996-1997 |                       |
| Champion                                       | Caracas FC (4e titre) |
| Coupes et trophées                             |                       |
| Vainqueur de la Coupe du Venezuela 1996-1997   | Non disputée          |
| Qualifications continentales                   |                       |
| Copa Libertadores 1998                         | Caracas FC            |
| Copa Libertadores 1998                         | Atlético Zulia        |
| Copa CONMEBOL 1997                             | UA Táchira            |
| Copa CONMEBOL 1997                             | Estudiantes de Mérida |
| Promotions et relégations                      |                       |
| Promus en Primera División                     | Carabobo FC           |
| Relégués en Segunda A                          | Valencia FC           |